# الرياضة في موريتانيا

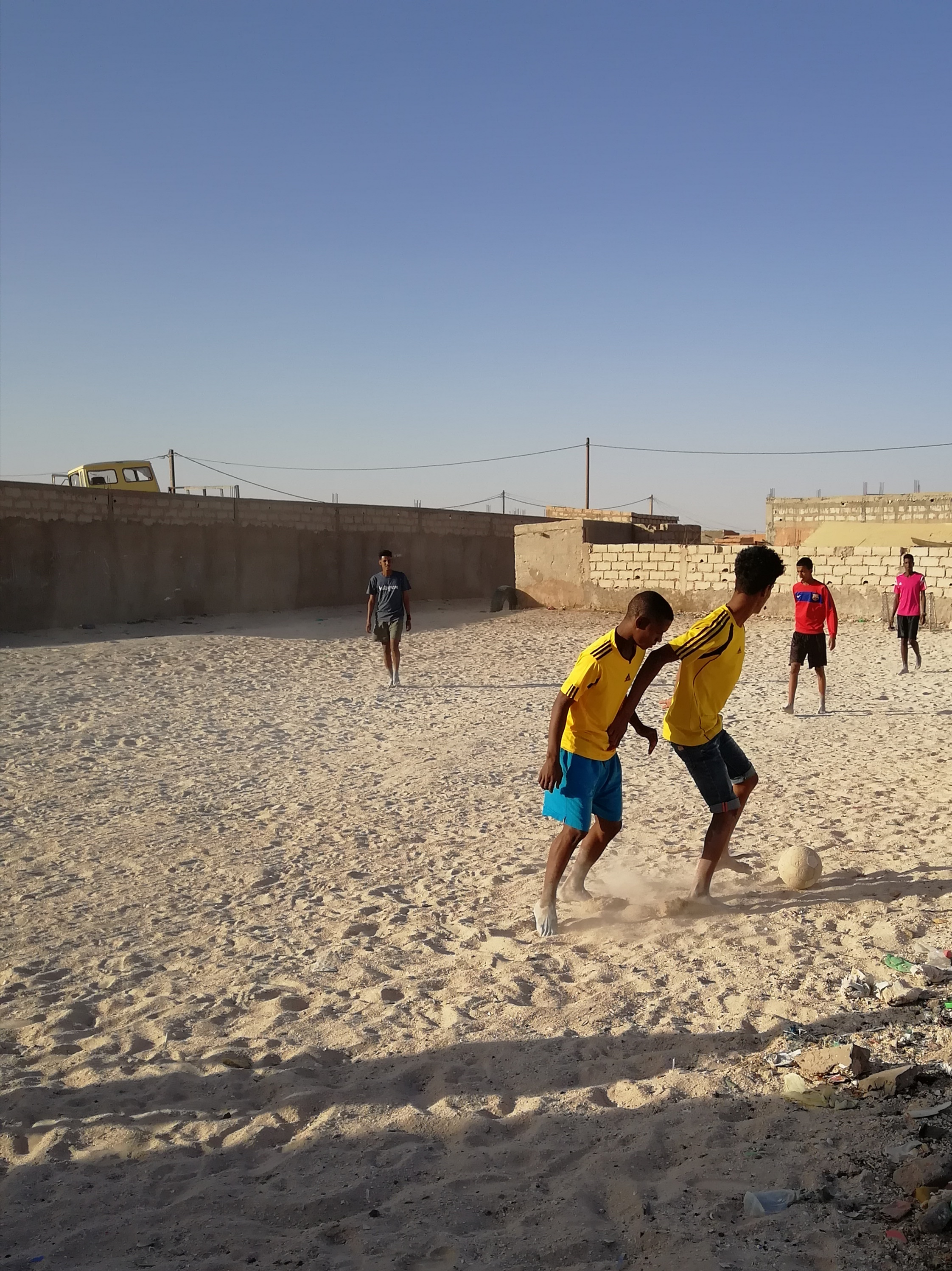
كرة القدم رياضيه شعبيه يمارسها كل الاجيال

الرياضة الأكثر شعبية في موريتانيا هي كرة القدم، التي يديرها اتحاد موريتانيا لكرة القدم. تشرف الجمعية على المنتخب الموريتاني لكرة القدم، بالإضافة إلى الدوري الموريتاني الممتاز. البطولة الوطنية الأولى في موريتانيا هي «كأس الرئيس» (كأس الرئيس). أفضل وأشهر فريق في البلاد هو جمعية الحرس الوطني من الدوري الموريتاني الممتاز.
في أوائل الثمانينيات من القرن العشرين، كان لموريتانيا فريق قوي لكرة السلة، الذي تحدّى فرق النخبة في القارة في مناسبات متعددة.